# ناتوره صدار
ناتوره صدار (به لاتین: Natore Sadar) یک منطقهٔ مسکونی در بنگلادش است که در ناحیه ناتوره واقع شده‌است. ناتوره صدار ۴۰۱٫۲۹ کیلومتر مربع مساحت و ۳۶۹٬۱۳۶ نفر جمعیت دارد.